# روزاليند وهيلين

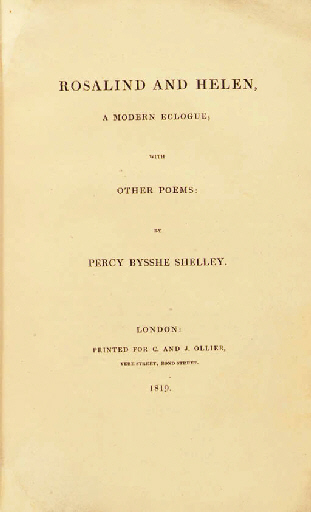
قصيدة "روزاليند وهيلن" من عمل الشاعر البريطاني بيرسي بيش شيلي، نُشرت لأول مرة عام 1819.

روزاليند وهيلين، قصيدة رعوية حديثة، وقصائد أخرى هي مجموعة قصائد لبيرسي بيش شيلي نشرت عام 1819. المجموعة اشتملت أيضًا على القصائد «خطوط مسطورة على التلال اليوجينية»، «ترنيمة إلى الجمال الفكري»، و«أوزيماندياس». نُشرت المجموعة بواسطة س. و ج. أولير بلندن.

## خلفية
شُرع البدء في القصيدة في مارلو صيف عام 1817. أرسل شيلي نسخةً إلى دار النشر في مارس، عام ،1818 قبل مغادرة إنجلترا. وأُنهيت في أغسطس، عام 1818 في حمامات لوقا بإيطاليا ونشرت في ربيع عام 1819.
مثّلت الطوابع في القصيدة، مثل الزواج، الإصلاحات السياسية والدينية، والمحارم، مقاربات لـلاون وثينسيا أو ثورة الإسلام، و هي الأعمال التي كان يعمل عليها شيلي في نفس ذات الوقت. وكان طابع المحارم أيضًا متواجد في طبعة عام 1818 من فرانكنشتاين لكنه أُزيل في طبعة عام 1831، والتي ساهم فيها شيلي في 1816-1817. فيكتور فرانكنشتاين يتزوج ابنة عمه إليزابيث. ويعود شيلي لطابع المحارم المثير للجدل في عام 1819 في مسرحيته السينسي.
ويستخدم شيلي التعبير «ديدان» كرمز شعري أو إيحاءً للموت في عمله: «حينما كان في ساحة الكنيسة راقدًا/وسط الديدان. ...والديدان الزاحفة مهدًا لها. ...[الـ]موت ... حول الديدان الزاحفة.»
وتشرح ماري شيلي ميلاد القصيدة وطابع شيلي الخاص بالـ«حب» على أنه «قانون الحياة» وأنه «جوهر وجودنا» قائلةً: «روزاليند وهيلين بدأ في مارلو، ورمي جانبًا، حتى وجدته؛ وبناءً على طلبي، تم إكماله. شيلي لم يكن يهتم بأيٍ من قصائده التي لم تنبع أعماق عقلها، ولم تطور وتصل إلى حقيقةٍ ما عُليَا أو غامضة. عندما يحدث ويلامس حياة الإنسان والقلب الإنساني، لا يوجد تصوير أكثر إيمانًا، رقةً، ملموسًا، أو أكثر إثارةً للشفقة. هو لم يذكر الحب يومًا، لكنه سَلَّطَ رِقَةً، مستعيرًا إياها من طبيعته الخاصة، الذي قلما وُجد من الشعراء الآخرين من حُبِيَّ مثل هذا الشغف. فعندما تحدث على أنه قانون الحياة، الذي بقدر ما نقاومه ونتمرد عليه، نخطئ ونجرح أنفسنا وغيرنا، أقر أنه يعتبرها الحقيقة التي لا فصال فيها. في نظره هو جوهر وجودنا، وكل الأهوال والآلام أتت مع الحرب التي أُعلنت عليه من طمعٍ، أو انعدام الإحساس، أو خطأٍ. فعن طريق العودة بتفكيره إلى هذا المبدأ الأول، اكتشف مصدر العديد من المشاعر، واستطاع شرح كل أسرار صدره، ولامست تفاسير شغفه ومشاعره أرق أوتار طبيعتنا. روزاليند وهيلين أُنهيَّ في صيف عام 1818، عندما كنا في حمامات لوقا.»